# カッシャイ・ヴィクトル
カッシャイ・ヴィクトル（Kassai Viktor, 1975年9月10日 - ）はハンガリー出身のサッカー審判員である。

## 概要
1999年に審判員の資格を取得した後、2003年にFIFAのライセンスを取得し国際審判員として活動している。母語であるハンガリー語の他に、英語とドイツ語を使用できる。2007年にFIFA国際審判団に選出され2007 FIFA U-20ワールドカップにおいて2試合で主審を務めた。2008年には、2008年北京オリンピックのサッカー競技の男子決勝戦において主審を務めた。また、2011年には、UEFAチャンピオンズリーグ決勝戦の主審を務めた。

## 担当した主な国際大会

### 2010 FIFAワールドカップ
2010 FIFAワールドカップでは4試合を担当した。
- グループA: メキシコ vs ウルグアイ
- グループG: ブラジル vs 北朝鮮
- 決勝トーナメント1回戦: アメリカ合衆国 vs ガーナ
- 準決勝: ドイツ vs スペイン

### UEFAチャンピオンズリーグ 2016-2017
- 準々決勝戦: バイエルン・ミュンヘン対レアル・マドリード